# Santa Rosa de Lima (Sergipe)
Santa Rosa de Lima is een gemeente in de Braziliaanse deelstaat Sergipe. De gemeente telt 3.996 inwoners (schatting 2009).

## Geboren
- Jackson Barreto (1944), gouverneur van Sergipe